# نهائي كأس الاتحاد الإنجليزي 1937
نهائي كأس الاتحاد الإنجليزي 1937 (بالإنجليزية: FA Cup final 1937) هي مباراة كرة قدم الختامية لتحديد الفائز في بطولة كأس الاتحاد الإنجليزي 1936–37 في البطولة الثانية والستين من مسابقة كأس الاتحاد الإنجليزي في بطولة الأقدم في تاريخ في كرة القدم وينظمها الاتحاد الإنجليزي لكرة القدم، أقيمت المباراة بين سندرلاند وبريستون نورث إند في 01 مايو 1937 على ملعب ويمبلي. تعتبر هذه المباراة النهائية هب الأولى التي تُقام في شهر مايو. أقيمت المباراة قبل أحد عشر يومًا من تتويج الملك جورج السادس والملكة إليزابيث، اللذين كانا ضيفي الشرف.
فاز سندرلاند بنتيجة 3-1، بأهداف في الشوط الثاني سجلها بوبي جورني، ورايش كارتر، وإيدي بوربانكس. وضع هدف فرانك أودونيل بريستون في المقدمة قبل نهاية الشوط الأول بقليل. كانت هذه هي المرة الأولى التي يفوز فيها سندرلاند بكأس الاتحاد الإنجليزي.